# Vaněk z Vartenberka
Vaněk z Vartenberka (či z Vartemberka, latinsky Wanconis de Wartenberc, kolem roku 1300–1364/65?) byl český šlechtic z rytířského rodu Vartenberků.

## Život
Vaněk se narodil jako nejstarší ze synů Jana z Vartemberka (též uváděn ze Stráže, † 1316). Měl dva bratry, Jana a Beneše. 
Nejspíše v lednu 1337 se stal nejvyšším číšníkem Království českého . Poté doprovázel krále Jana Lucemburského do Pruska a ten mu později v Praze listinou ze 17. května 1337 úřad nejvyššího číšníka udělil dědičně. Vaněk se tak stal prvním z řady Vartenberků, jemuž byl tento úřad propůjčen dědičně. . Listina zároveň určuje podmínky nástupnictví v úřadě, vždy pro nejstaršího syna z rodu Vartenberků.

## Rodina a državy
Bratři po otci společně obdrželi Střekov (1319) a v roce 1325 společně koupili Svébořice. Později si majetek rozdělili, Vaněk podržel rodové panství Vartenberk (Stráž pod Ralskem). Počínaje Vaňkem se z děčínské větve Vartenberků odštěpila větev vartenberská. Dále držel hrady Tolštejn, Děvín a Zákupy.
S manželkou Anargou z Valdenberka (?) měl syny Jana a Vaňka.